# Mohammad Hashim Kamali
Mohammad Hashim Kamali (né le 7 février 1944, dans la Province de Nangarhâr, Afghanistan) est un savant de l'Islam, et ancien professeur de droit à l'université islamique internationale de Malaisie (en). Il a enseigné la loi islamique et la jurisprudence islamique entre 1985 et 2004.
Né en Afghanistan, en 1944, il est diplômé de l'Université de Kaboul et de l'Université de Londres.
Kamali est l'auteur de Droit commercial islamique (2000), une étude de l'application des principes de la Charia à certains instruments financiers, options et contrats à terme. 
Le professeur Kamali donne plus de 120 conférences nationales et internationales, publie 16 livres et plus de 110 articles académiques. Il a livré la Éminents spécialistes Série de Conférences n° 20 à la Recherche islamique et l'Institut de Formation de Jeddah, en Arabie Saoudite, en 1996, et le Multaqa Sultan Ahmad Shah Conférence à Kuantan 2002[pas clair].
Kamali reçoit le Prix Isma'il al-Faruqi de l'Excellence académique, à deux reprises, en 1995 et en 1997.

## Publications
- Freedom of Expression in Islam (1994)
- Principles of Islamic Jurisprudence (Reprint, Petaling Jaya, 1999)
- Islamic Commercial Law (Cambridge : Islamic Texts Society 2000)
- A Textbook of Hadith Studies (Islamic Foundation, Royaume-Uni, 2005)
- An Introduction to Shari’ah (Oneworld Publications, Oxford 2008)
- Shari'ah Law: An Introduction (Viva Books 2009)
- « Constitutionalism in Islamic Countries: A Contemporary Perspective of Islamic Law » dans: Constitutionalism in Islamic Countries: Between Upheaval and Continuity (eds. Rainer Grote and Tilmann Röder, Oxford University Press, Oxford/New York 2011).